# الوقيرة (وشحة)

تعديل مصدري - تعديل

الوقيرة هي إحدى قرى عزلة بني هني بمديرية وشحة التابعة لمحافظة حجة، بلغ تعداد سكانها 115 نسمة حسب تعداد اليمن لعام 2004.